# سرزمین ستارگان
سرزمین ستارگان (کره‌ای: 여우각시별) یک مجموعه تلویزیونی محصول کره جنوبی در سال ۲۰۱۸ با بازی لی جه هون و چه سو بین است. این مجموعه از ۱ اکتبر تا ۲۶ نوامبر ۲۰۱۸، روزهای دوشنبه و سه‌شنبه ساعت ۲۲:۰۰ (کی‌اس‌تی) از اس‌بی‌اس پخش شد.

## خلاصه داستان
این مجموعه زندگی کارکنان فرودگاه بین‌المللی اینچئون را دنبال می‌کند.

## بازیگران

### اصلی
- لی جه هون در نقش لی سو یون (۲۹ ساله)[۶]
  - نام دا روم در نقش جوانی لی سو یون[۷]
- چه سو بین در نقش هان یو روم (۲۷ ساله)[۸]

## تولید
- این مجموعه دومین همکاری نویسنده کانگ اون کیونگ و کارگردان شین وو چول پس از مجموعه تلویزیونی کتاب خانواده گو است.[۹]
- عنوان کاری اولیه این مجموعه، مردم فرودگاه اینچئون (انگلیسی: Incheon Airport People; کره‌ای: 인천공항 사람들; لاتین‌نویسی اصلاح‌شده: Incheongonghang Saramdeul) بود.[۱۰]
- به هیون بین و پارک شین هه و سپس به پارک بو گوم و سوزی پیشنهاد نقش‌های اول زن و مرد داده شد، اما همه رد کردند.[۱۱][۱۲]
- اولین جلسه فیلمنامه خوانی در ۲۸ ژوئیه ۲۰۱۸ در اس‌بی‌اس ایلسان پروداکشن استودیوز در گویانگ، استان گیونگ‌گی، کره جنوبی برگزار شد.[۱۳]